# Calvi
|  | Aquest article tracta del municipi de Còrsega. Pel que fa al municipi italià, vegeu Calvi (Itàlia). |

Calvi és un municipi de Còrsega, situat al nord-oest de l'illa, a la comarca de la Balagne, del departament de l'Alta Còrsega.
Està situat a l'extrem d'una ampla badia, amb una platja de 5 km, sota una carena muntanyosa amb neu fins al maig. En destaquen la ciutadella genovesa, l'església barroca de Saint Jean-Baptiste i l'església rosa de Sainte Marie Majeuse.
Calvi va ser fundada pels romans al segle i, i a partir del segle xiii va ser una plaça forta genovesa, i de l'octubre de 1420 fins a l'abril de 1421 fou presa, i poc més tard també Bonifacio, per Alfons el Magnànim, durant la seva campanya naval. Pels estrets lligams històrics amb Gènova, el dialecte parlat a Calvi, quasi desaparegut, és ligur en lloc de toscà com el cors.

## Demografia
| 1962  | 1968  | 1975  | 1982  | 1990  | 1999  | 2004  |
| ----- | ----- | ----- | ----- | ----- | ----- | ----- |
| 2.258 | 2.767 | 3.530 | 3.579 | 4.815 | 5.177 | 5.420 |

## Administració
| Període   | Identitat             | Partit | Qualitat |  |
| --------- | --------------------- | ------ | -------- |  |
| 2001-2004 | Ange Santini          | UMP    |          |  |
| 1980-1995 | Pancrace Guglielmacci | UMP    |          |  |

## Personatges il·lustres
- Vincenzu Giubega.